# Now (Peter Frampton)
Now è il dodicesimo album in studio del musicista britannico Peter Frampton, pubblicato nel 2003.

## Tracce
1. Verge of a Thing – 2:51 (Peter Frampton, Gordon Kennedy)
2. Flying Without Wings – 4:08 (Frampton, Kennedy)
3. Love Stands Alone – 4:12 (Frampton, Kennedy, Bob Mayo)
4. Not Forgotten – 2:50 (Frampton, Kennedy)
5. Hour of Need – 5:21 (Frampton, Kennedy, Wayne Kirkpatrick)
6. Mia Rose – 4:46 (Frampton, Kimmie Rhodes)
7. I'm Back – 3:31 (Frampton, Kennedy)
8. I Need Ground – 3:44 (Frampton, Kennedy)
9. While My Guitar Gently Weeps – 6:54 (George Harrison)
10. Greens – 5:59 (Frampton, Mayo)
11. Above It All – 3:34 (Frampton, Kennedy, Kirkpatrick)